# Hitomi no Naka no Galaxy/Hero
«Hitomi no Naka no Galaxy/Hero» (瞳の中のGalaxy/Hero?) es el decimotercer sencillo de la boy band japonesa Arashi que fue lanzado el 18 de agosto de 2004. Fue lanzado en tres ediciones una edición normal que contiene una pista adicional y versiones en karaoke de las canciones del sencillo y dos ediciones limitadas que contienen tanto un DVD con un vídeo musical de una de las pistas del A-side. El sencillo debutó en el número uno en la lista Oricon con una venta inicial de 170.564 copias. Esta es la tercera vez que el grupo lanzó un sencillo con dos pistas de un side y curiosamente todas las canciones incluidas en el sencillo comienzan con la letra "H".

## Información del sencillo

### "Hitomi no Naka no Galaxy"
- Letras y compuesto por: Fumiya Fujii
- Arreglado por: Chokkaku
- La canción fue usada para el dorama Minami Kun No Koibito protagonizado por el miembro de Arashi Kazunari Ninomiya junto con Kyoko Fukada.

### "Hero"
- Letras: Spin
- Compuesto por: Shin Tanimoto
- Arreglado por: Tomoo Ishiduka
- La canción fue usada como tema principal en NTV's para las Olimpíadas de verano de 2004.

### "Hey Hey Lovin' You"
- Letras: Maria Kuze
- Compuesto por: Komoritaminoru
- Arreglado por: Chokkaku

## Lista de pistas
- Edición Normal Lista de pistas

| Pista # | Título de pista                                                 | Duración |
| ------- | --------------------------------------------------------------- | -------- |
| 1       | "Hitomi no Naka no Galaxy" ("瞳の中のGalaxy")                   | 5:19     |
| 2       | "Hero"                                                          | 4:54     |
| 3       | "Hey Hey Lovin' You"                                            | 4:48     |
| 4       | "Hitomi no Naka no Galaxy" (Karaoke) ("瞳の中のGalaxy"カラオケ) | 5:19     |
| 5       | "Hero" (Karaoke)                                                | 4:54     |
| 6       | "Hey Hey Lovin' You" (Karaoke)                                  | 4:48     |

- Edición Limitada A Lista de pistas

| Pista # | Título de pistas                                                | Duración |
| ------- | --------------------------------------------------------------- | -------- |
| 1       | "Hitomi no Naka no Galaxy" ("瞳の中のGalaxy")                   | 5:19     |
| 2       | "Hero"                                                          | 4:54     |
| 3       | "Hitomi no Naka no Galaxy" (Karaoke) ("瞳の中のGalaxy"カラオケ) | 5:19     |

- Edición Limitada B Lista de pistas

| Pista # | Título de pistas                              | Duración |
| ------- | --------------------------------------------- | -------- |
| 1       | "Hero"                                        | 4:54     |
| 2       | "Hitomi no Naka no Galaxy" ("瞳の中のGalaxy") | 5:19     |
| 3       | "Hero" (Karaoke)                              | 4:54     |

- Edición Limitada B DVD Lista de pistas

| Pista # | Título de pista                               |
| ------- | --------------------------------------------- |
| 1       | "Hitomi no Naka no Galaxy" ("瞳の中のGalaxy") |

- Edición Limitada B DVD Lista de pistas

| Pista # | Título de pista |
| ------- | --------------- |
| 1       | "Hero"          |